# Dunlopillo
Dunlopillo est une marque de literie, initialement une filiale du groupe de pneumatiques Dunlop et actuellement exploitée depuis 2020 par le groupe Finadorm.

## Histoire
En 1929, le latex synthétique est découvert.
En 1932 est mis au point le premier matelas en latex.
En 1960 Dunlop/ Dunlopillo se diversifie en fabriquant des matelas avec une âme en mousse de polyuréthane.
En décembre 2009 la fabrication des matelas Dunlopillo est reprise par le groupe Cauval, animé par Gilles Silberman qui a aussi les marques Simmons et Treca.
En 2016 les entreprises du groupe Cauval sont placées en liquidation judiciaire et le fonds Perceva reprend à la barre du tribunal les marques Treca, Dunlopillo, Simmons. La gestion de ce nouvel ensemble industriel est confiée à Jacques Schaffnit.
C'est une nouvelle société Paris Bedding qui reprend les fabrications des matelas Dunlopillo. Ouest Bedding fabrique la literie pour les hôtels sous la marque Hotelys à Fougères. Centre Bedding exploite la marque Treca à Mer. Nord Bedding fabrique les produits Simmons.
En décembre 2019 la société Paris Bedding, lourdement déficitaire, est placée en redressement judiciaire.
7 repreneurs potentiels se sont présentés.
Parmi les candidats à la reprise figurent :
- Le groupe espagnol Pikolin (440 millions d'euros de chiffre d'affaires), qui est un des deux actionnaires de Cofel (Épeda et Merinos) revendique la place de numéro 2 européen de la literie. À cette occasion Pikolin annonce qu'il souhaite reprendre la participation de Steinhoff dans Cofel[6].
- Le fabricant de matelas The Sleep Company qui est détenteur des marques Dunlopillo et Emma en Allemagne[7],[8].

Mais c'est le groupe aveyronnais Finadorm qui a été retenu le 23 mars 2020 par le tribunal de commerce de Paris pour la reprise.
La reprise de Paris Bedding va permettre de sauver 90 des 172 emplois en CDI des usines Dunlopillo de Mantes-la-Jolie (Yvelines) et Limay (Yvelines). 17 salariés seront transférés au sein d’Adova Group et 22 bénéficieront d’une mesure de retraite anticipée.
Fondé par Jean-Rémy Bergounhe, le groupe Finadorm, implantée dans l’Aveyron regroupe plusieurs sociétés dans le secteur de la literie, le mobilier pour la petite enfance, l’habitat de loisirs et la construction bois. Le groupe réalise un peu plus de 100 millions d’euros de chiffre d’affaires et emploie 700 salariés.

## Activité, rentabilité, effectif
|                                        | 2016 (7 mois) | 2017 | 2018     | 2019 |
| -------------------------------------- | ------------- | ---- | -------- | ---- |
| Chiffre d'affaires en milliers d'euros | 12 801        | nc   | 21 842   |      |
| Résultat en milliers d'euros           | - 8 014       | nc   | - 16 782 |      |
| Fonds propres en milliers d'euros      | - 8 012       | nc   | - 37 343 |      |
| Effectif moyen annuel                  | nc            | nc   | 238      |      |